# Émile-Louis Burnouf
Émile-Louis Burnouf,  född den 26 augusti 1821 i Valognes, död i januari 1907 i Paris, var en fransk filolog, brorson till Jean-Louis Burnouf, kusin till Eugène Burnouf.
Burnouf blev 1854 professor i klassisk litteratur i Nancy och 1867 direktör för franska skolan i Aten. År 1878 utnämndes han till hedersdirektör vid denna skola. Bland hans skrifter kan nämnas Méthode pour étudier la langue sanscrite (1859; 3:e upplagan 1885), Essai sur le Véda, ou introduction de la connaissance de l'Inde (1863), Dictionnaire classique sanscrit-français (1863–1864; tillsammans med L. Leupol), Histoire de la littérature grecque (2 band, 1869; ny upplaga 1883), La science des religions (1872, 4:e upplagan 1885), La mythologie des japonais (1875), La ville et l'Acropole d'Athénes aux diverses époques (1877), Le catholicisme contemporain (1879), La vie et la pensée, éléments réels de philosophie (1886), Les chants de l'église latine (1887), artiklar i Revue des deux Mondes och andra tidskrifter samt översättningar av sanskrittexter, bland annat "Nala" (1856); därjämte utgav och översatte han "Bhagavadgita" (1861).